# Unterhaching

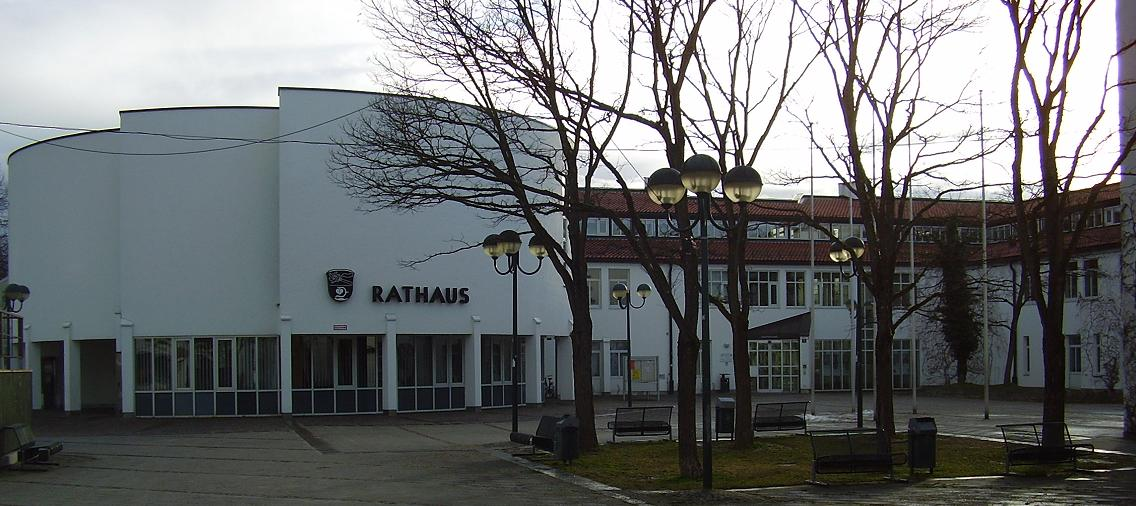
Rathaus

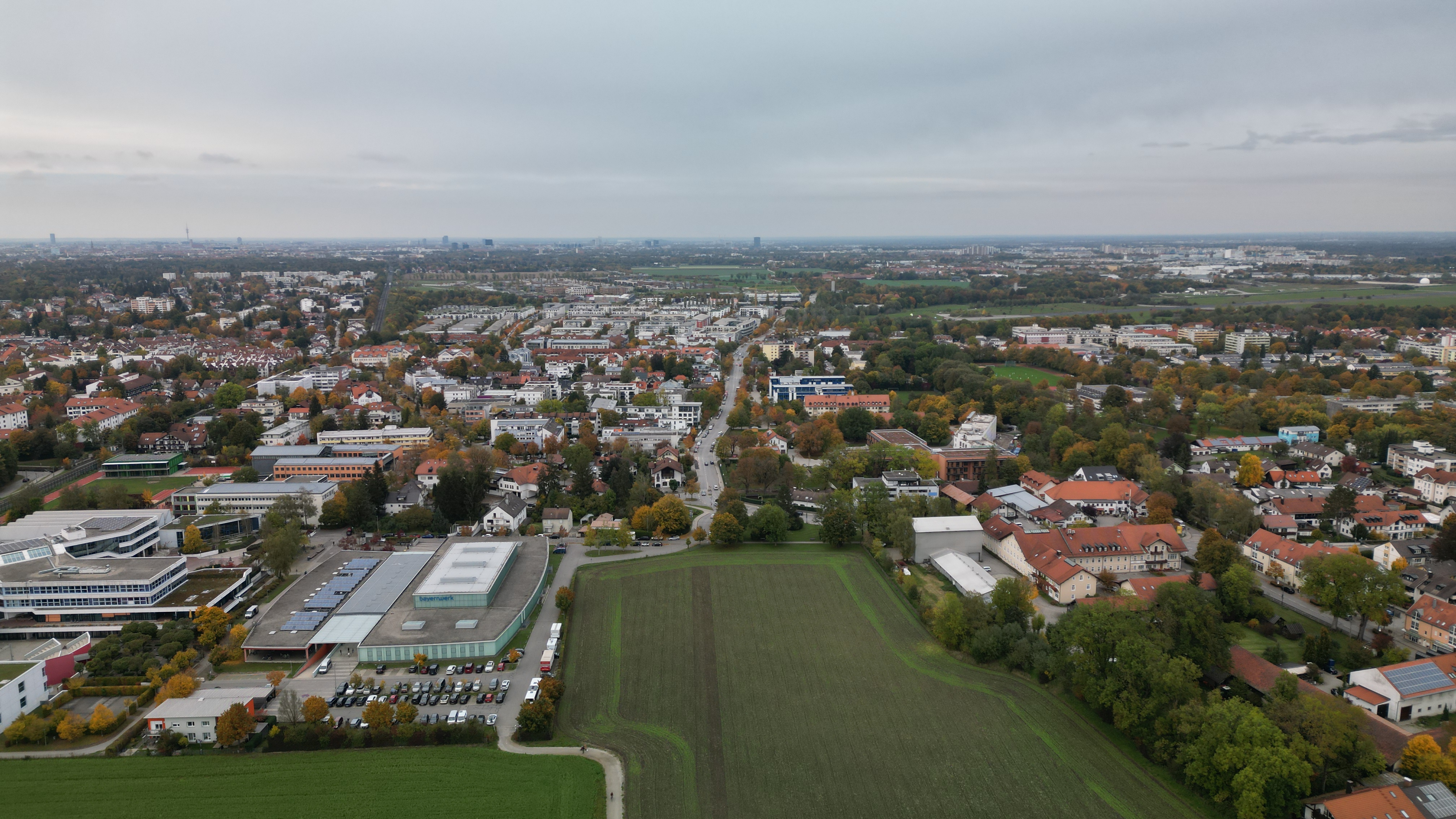
Luftbild von Unterhaching, von Süden aus

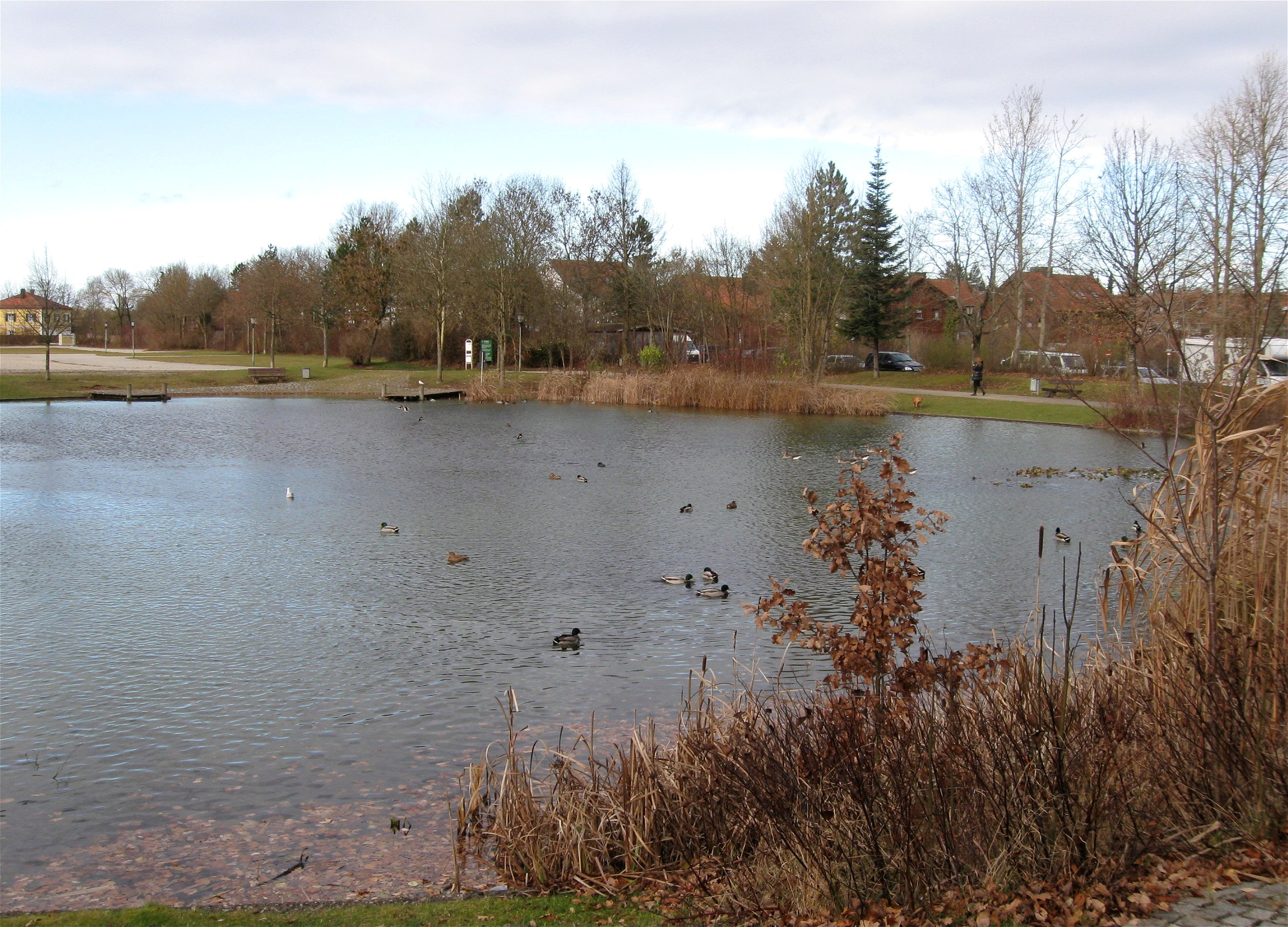
See im Ortspark

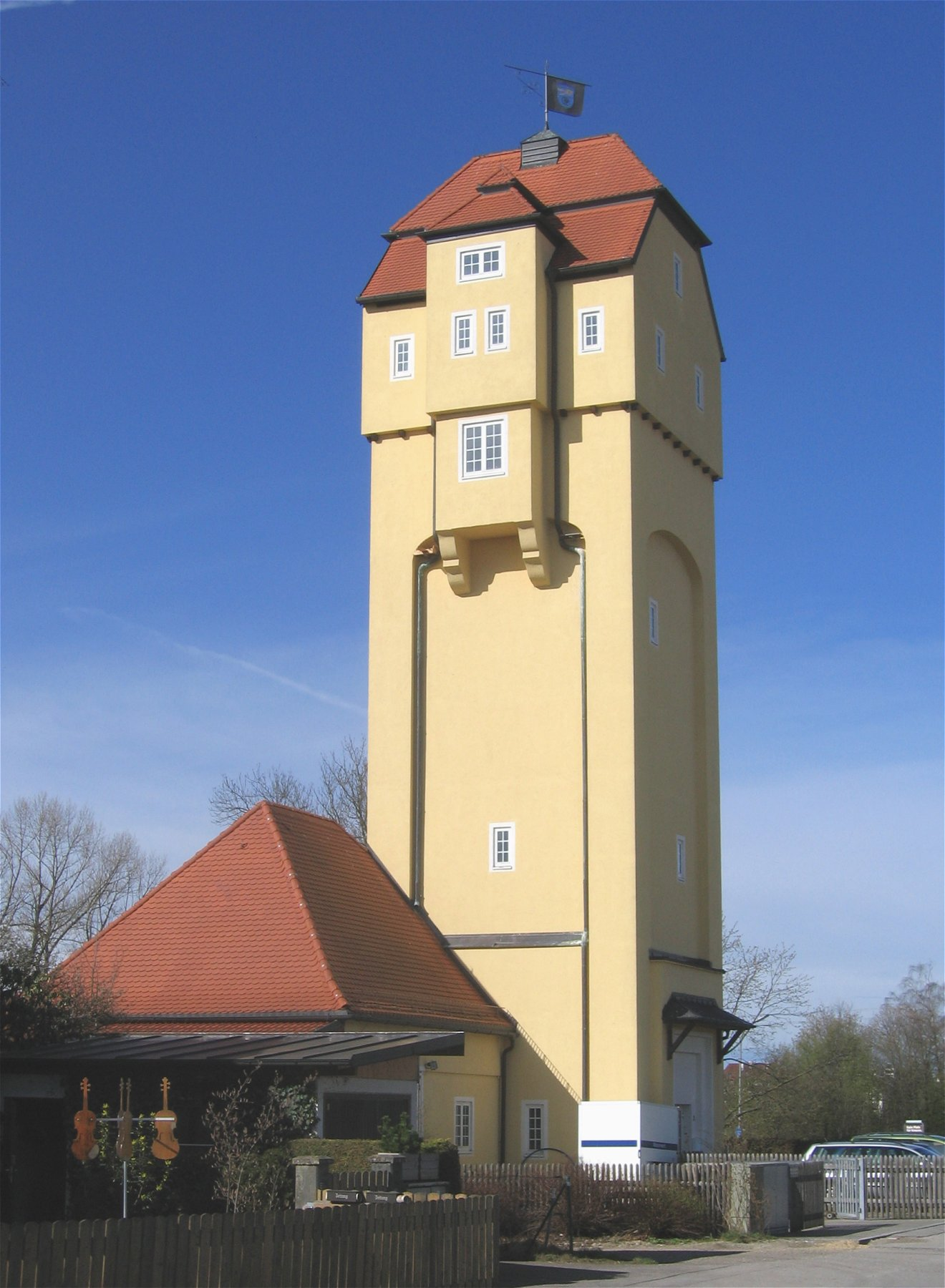
Wasserturm

Unterhaching ist mit mehr als 26.000 Einwohnern die nach der Stadt Unterschleißheim zweitgrößte Kommune im oberbayerischen Landkreis München und liegt südlich der bayerischen Landeshauptstadt München. Unterhaching ist die nach Einwohnern größte Gemeinde Bayerns, die weder die Bezeichnung Stadt noch Markt führen darf. Außer dem Hauptort gibt es keine weiteren Gemeindeteile.

## Geschichte
Die Besiedlung des Hachinger Tals kann anhand von Gräberfunden zurück bis mindestens 1100 v. Chr. nachgewiesen werden. Zwischen dem fünften und achten Jahrhundert bildete sich der bayerische Stamm aus, hier belegt durch ein altbajuwarisches Reihengräberfeld. In einem Grabfeld aus der Zeit um 500 mit Skeletten von vier Männern, fünf Frauen und einem Mädchen, das 2004 entdeckt wurde, fanden sich seltene Schmuckstücke, die auf eine reiche Familie hindeuten.
Der Name Haching ist auf den Personennamen Hacho und das Adelsgeschlecht der Hahilinga zurückzuführen. Erstmals erwähnt wird der Name Haching im Jahre 806 in einer Urkunde, mit der der Abt Petto seinen Besitz ebendort dem Kloster Schäftlarn vermachte. Haching ist damit einige hundert Jahre älter als München.
Der Name Unterhaching (lat. inferiori hachingin) tauchte erstmals im Jahre 1180 in einem Besitzverzeichnis des Bischofs von Freising auf.
Um 1310 wurde die bis heute unter dem Namen St. Korbinian existierende Dorfkirche erbaut. Sie ist damit das älteste Gebäude Unterhachings und steht im Ortsteil Alter Ort.
Bis zur Säkularisation 1803 waren die umliegenden Klöster die Grundherren. Daraus erklärt sich auch das Gemeindewappen, das bis heute den Abtsstab des Klosters Schäftlarn und das Seerosenblatt aus dem Wappen des Klosters Tegernsee zeigt. Bis dato war Unterhaching auch dem Bezirk Wolfratshausens zugeordnet, nicht, wie heute, München.
Unterhaching war bis Anfang des 20. Jahrhunderts ein reines Bauerndorf. So sagt eine Quelle aus der Mitte des 19. Jahrhunderts: „Unterhaching […], das früher einen vorzüglichen Belustigungsort der Münchner bildete, welche bei jeder Festlichkeit dahin reisten, vorzüglich zur Zeit der Krippe, die aus beweglichen Figuren bestand und deren Mechanik vom Bach getrieben wurde.“ Erst mit der Anbindung an das Bahn- (1898) und Postnetz begann die Wandlung zur Wohngemeinde.
Das Dorf wurde auch von der Revolution der Jahre 1918/19 erfasst. Am 23. Februar 1919 - 2 Tage nach der Ermordung des Ministerpräsidenten Eisner - stürzte ein neuer sozialistischer Arbeiter- und Bauernrat (ABR) den vom Gemeinderat gebildeten ABR und bestimmte in Unterhaching. Der Rat kümmerte sich um Fragen der Sicherheit, der Ernährung und versuchte, den Schwarzhandel einzudämmen.
Am 13. April 1919 schloss der ABR mit Bürgern und Bauern einen einzigartigen „historischen Kompromiss“: Man bildete gemeinsam einen provisorischen Gemeinderat. Das Gremium fasste Beschlüsse zur Armenhilfe, zur Arbeitsbeschaffung und zur Straßenbeleuchtung.
Am Vormittag des 1. Mai rückten die ersten Truppen an, die im Auftrag der gewählten bayerischen Landesregierung die kommunistische Rätediktatur in München beenden sollten. Zuerst erschien das 8 Mann starke „Freikorps“ des Majors a. D. Franz Freiherr von Gagern (geb. 1892) im Dorf und setzte den alten Gemeinderat und den zurückgetretenen Bürgermeister wieder ein. Drei Stunden später marschierte das Freikorps Liftl in Unterhaching ein. Mitglieder desselben drangsalierten Teile der Bevölkerung und misshandelten zwei entlassene Matrosen, von denen einer aufgrund der Verletzungen zwei Jahre später starb.
Das Freikorps Liftl übernachtete im Dorf und zog am 2. Mai weiter gegen München, wobei sechs gefangengenommene Unterhachinger Bürger mitgeführt wurden. Von Gagern begab sich zum Gefängnis Stadelheim, wo gerade der Schriftsteller Gustav Landauer eingeliefert wurde. Der Freiherr schlug den Denker mit der Reitpeitsche, bevor ihn Freikorpsmänner brutal ermordeten.
Die „Befreier Münchens“ erschossen vier der nach Stadelheim gebrachten Unterhachinger in den nächsten Tagen im Gefängnishof: Drei Revolutionäre und den unbeteiligten Schriftsteller Hans Schlagenhaufer. Das Freikorps Liftl beteiligte sich an der Niederschlagung der Räterepublik in München-Giesing, bei der zahlreiche  Übergriffe und Gewalttaten zu verzeichnen waren. Die Verbrechen wurden von der rechtsfreundlichen Justiz nicht verfolgt. Von Gagern musste allerdings für die Misshandlung Landauers 500 Mark bezahlen.
„Mit der Ernennung Hitlers zum Reichskanzler am 30. Januar 1933 begann das ‚1000-jährige Reich‘“. So startet Rudolf Felzmann, der Verfasser des Unterhachinger Heimatbuches seinen vierseitigen Bericht über die NS-Zeit. Er wird hier auszugsweise wiedergegeben (mit Ergänzungen in Klammern). "Am 5.3.1933 fanden Reichstagswahlen statt; die letzten demokratischen Wahlen. Die Wahlergebnisse: Stimmbezirk I Unterhaching: NSDAP 48,1 %, Stimmkreis II Ottobrunn: NSDAP 49,6 %. Der >Kampfbund gegen die faschistische Gefahr< meldete zum 27.2.1933 noch eine Versammlung an mit dem Thema: >Mit dem Faschismus in die Barbarei<. Am 11. März veranstaltete die NSDAP-Ortsgruppe Unterhaching einen großen Fackelzug als Siegesfeier. Im März/April 1933 wurden 11 Bürger in >Schutzhaft genommen< und in das Konzentrationslager Dachau eingeliefert. Im Juni sah sich die SPD auf der Verbotsliste und die Gemeinderäte der Bayerischen Volkspartei wurden ausgebootet. Die NSDAP ernannte Ersatzleute, sodass der Gemeinderat im Juli nur noch aus Parteimitgliedern bestand. Bürgermeister Prenn (Landwirt und Mitglied des Bayerischen Bauernbundes) blieb kooperativ, aber er wurde durch den Ortsgruppenleiter der NSDAP, den Zahnarzt Wilhelm Leonhardt, genannt Fladt, abgelöst. Flath wurden bald Unregelmäßigkeiten bei der Krankenkassenabrechnung und grobschlächtigen Verhalten angelastet. Durch eine Wohnsitzverlagerung sind seine Ämter erloschen. Josef Prenn wurde am 30. Oktober 1934 wieder 1. Bürgermeister. (Er trat der NSDAP bei und gelobte zum Amtsantritt feierlich: „Ich schwöre bei Gott, dem Allmächtigen und Allwissenden, dass ich das mir anvertraute Amt im Sinne des Führers Adolf Hitler gewissenhaft leiten werde“) Am 21. März 1934 hatte Unterhaching die Ehre, dass Adolf Hitler mit großem Gefolge die Baustelle der Autobahn München-Salzburg eröffnete.
Die Familie W. (so schrieb im Januar 1936 der Bürgermeister u. a. unter dem Betreff „Unfruchtbarmachung“ an das Gesundheitsamt) hat in der Familie schwere Krankheiten aufzuweisen, die den Verdacht rechtfertigen, dass es sich um erbliche Krankheiten handelt. Eine 26-jährige Tochter ist vollkommen geistesgestört […] Ich halte dafür, dass Sie in dieser Angelegenheit einmal diesbezügliche Untersuchungen einleiten. (Ein Münchner Arzt, Unterschrift unleserlich, bestätigte am 5. August 1936, dass er die Frau W. unfruchtbar gemacht hatte). Im Februar berichtete die Gendarmeriestation Unterhaching unter „Politische Gewaltakte“, dass der Maurer K. vom Ortsgruppenleiter Horn und dem NS-Geschäftsführer E. in den Höhenkirchner Forst verschleppt und misshandelt wurde.
Wie sehr die nationalsozialistische Bewegung die Wählermassen fasziniert hatte, zeigt auch die letzte Reichstagswahl am 10. April 1938: Inklusive Ottobrunn stimmten 3050 für und 4 gegen die Wahlvorschlagsliste. (Felzmann erwähnt noch, dass 1939 der gemeindliche Kindergarten in das von der Gemeinde erworbene Anwesen des Juden Schnurmann verlegt wurde.)
Was Rudolf Felzmann nicht beschreibt, sei noch nachgetragen. Am 11. November 1938 wurde der Kunsthistoriker Emil Schnurmann (1889–1941) zusammen mit seiner Mutter Fanny Schnurmann ins Gefängnis der Politischen Polizei in München und anschließend für 6 Wochen in das KZ Dachau verbracht.
Fanny Schnurmann verstarb am 2. Februar 1939. Emil Schnurmann sah sich gezwungen, sein Haus Münchner Straße 8 zur Bezahlung der Judenvermögensabgabe unter Wert an die Gemeinde zu verkaufen. Unter Mithilfe von Polizei, Finanzamt und Gerichtsvollzieher beraubte der NS-Staat ihn seines gesamten Besitzes. Am 20. November 1941 wurde er mit fast 1000 Münchner Juden nach Kaunas transportiert und erschossen.
Am 17. Februar 1939 schrieb Bürgermeister Josef Prenn wegen eines Inhaftierten nach Dachau: „S. befindet sich seit 10.12. 1938 im K-Lager Dachau als Arbeitszwangsgefangener und wurde ursprünglich auf 3 Monate eingewiesen. Nachdem seine Führung schlecht ist, wird dem Antrage des Lagerkommandanten des KLD stattgegeben und einer Verlängerung von neun Monaten zugestimmt. Die festgesetzten Kosten werden von der Gemeindekasse Unterhaching übernommen“.
Die „Partei“ war mit der Tätigkeit des Bürgermeisters außerordentlich zufrieden. Daher wurde er anlässlich seines 60. Geburtstages am 1. August 1939 durch die Umbenennung der Kirchenstraße in Bürgermeister-Prenn-Straße geehrt. Ferner wurde ihm im Einvernehmen mit dem Kreisleiter Ziehnert das Ehrenbürgerrecht verliehen. Beide Ehrungen bestehen bis heute fort.
Am 1. April 1955 spaltete sich der Gemeindeteil Ottobrunn ab und wurde zu einer selbstständigen Gemeinde.

### Einwohnerentwicklung
Zwischen 2000 und 2018 wuchs die Gemeinde von 21.218 auf 24.980 um 3.762 Einwohner bzw. um 18 %.

Einwohnerentwicklung von Unterhaching von 1900 bis 2018

| Jahr      | 1900   | 1991   | 1995   | 2000   | 2005   | 2010   | 2015   | 2016   | 2017   | 2018   |
| Einwohner | 00.616 | 18.503 | 19.446 | 20.545 | 21.218 | 23.693 | 24.437 | 24.522 | 24.864 | 24.980 |

## Politik

### Gemeinderat
Der Gemeinderat von Unterhaching besteht aus 30 Mitgliedern (und dem Ersten Bürgermeister) und setzte sich nach der Gemeinderatswahl am 15. März 2020 wie im linken Diagramm dargestellt zusammen. Seitdem gab es mehrere Wechsel, so dass im November 2022 die CSU 8 Sitze, die Grünen 7 Sitze, die SPD 6 Sitze, die Freien Wähler 5 Sitze, die FDP 2 Sitze und die NEO-Fraktion 2 Sitze haben (rechtes Diagramm).
| Wahl 2020Insgesamt 30 Sitze - SPD: 7 - Grüne: 9 - FW: 4 - FDP: 2 - CSU: 8 |  | November 2022Insgesamt 30 Sitze - SPD: 6 - Grüne: 7 - NEO: 2 - FW: 5 - FDP: 2 - CSU: 8 |

### Bürgermeister
Erster Bürgermeister ist seit dem 1. Mai 2008 Wolfgang Panzer (SPD).

### Wappen
|                         | Blasonierung: „Geteilt von Blau und Silber; oben ein schräg liegender goldener Abtstab mit Schweißtuch, unten über blauen Wellen schwebend ein grünes Seeblatt.“ |
| Wappenführung seit 1958 | |

### Gemeindepartnerschaften
- Adeje (Teneriffa/Spanien)
- Bischofshofen im Pongau (Österreich) (seit 1979[24]Seite 401)
- Le Vésinet (Frankreich)
- Witney (England)
- Żywiec (Polen)

## Kultur und Sehenswürdigkeiten

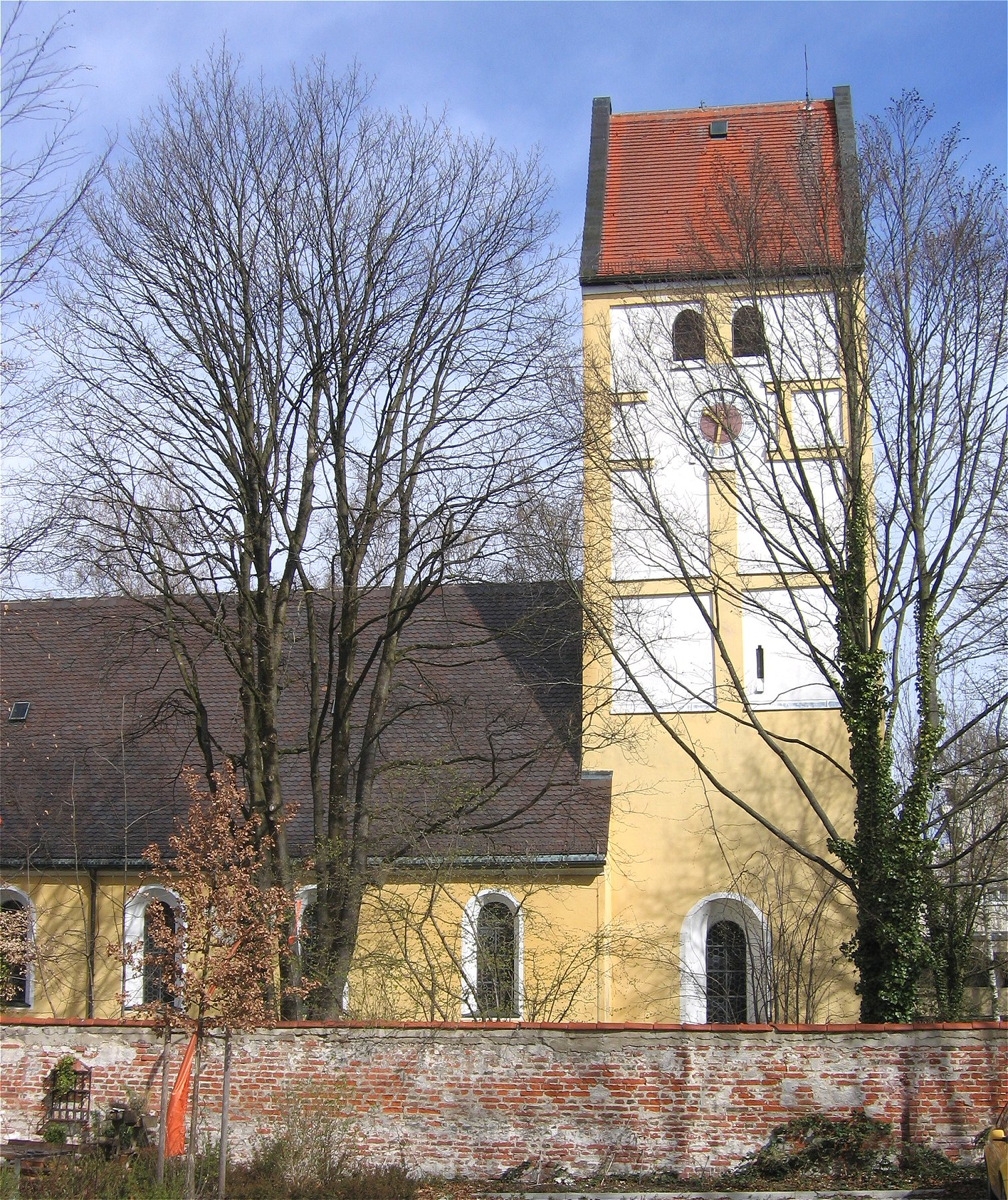
Pfarrkirche St. Korbinian

### Baudenkmäler
In Unterhaching gibt es nur wenige Baudenkmäler. Neben der Kirche St. Korbinian aus dem Mittelalter sind dies ein ehemaliger Bauernhof aus dem 18. Jahrhundert, ein ehemaliger Kramer aus dem 18. Jahrhundert sowie der Bahnhof, die zugehörige Gaststätte und zwei Villen aus der Zeit um 1900. Dazu kommen ein spätmittelalterlicher Bildstock und das Kriegerdenkmal von 1925. Einen bedeutenden Verlust stellt der Abbruch des barocken Bauernhofes Straßmayr im Jahr 2010 dar.

### Kirchen
Unterhaching liegt im traditionell katholisch geprägten Oberbayern. Aus diesem Grund existieren neben der alten Dorfkirche St. Korbinian, auch die 1932 errichtete kath. Pfarrkirche St. Alto und die 1971 eingeweihte Pfarrkirche St. Birgitta.
Das Alten- und Pflegeheim St. Katharina Labouré  wird von den Barmherzigen Schwestern vom heiligen Vinzenz von Paul betreut. Es kümmert sich schwerpunktmäßig um pflegebedürftige Klosterschwestern, ist aber auch für die Allgemeinheit offen. Angeschlossen ist die Seniorenkommunität der Jesuiten Pedro Arrupe. Während der Corona-Krise im Jahr 2020 starben dort mehrere bekannte Jesuiten, u. a. Hans Grotz, Ludwig Wiedenmann und Johannes Beck.
1938 wurde in Unterhaching auch die erste evangelisch-lutherische Kirche erbaut, die den Namen Heilandskirche trägt.
In der Nähe des Rathauses befindet sich zudem eine Neuapostolische Kirche.

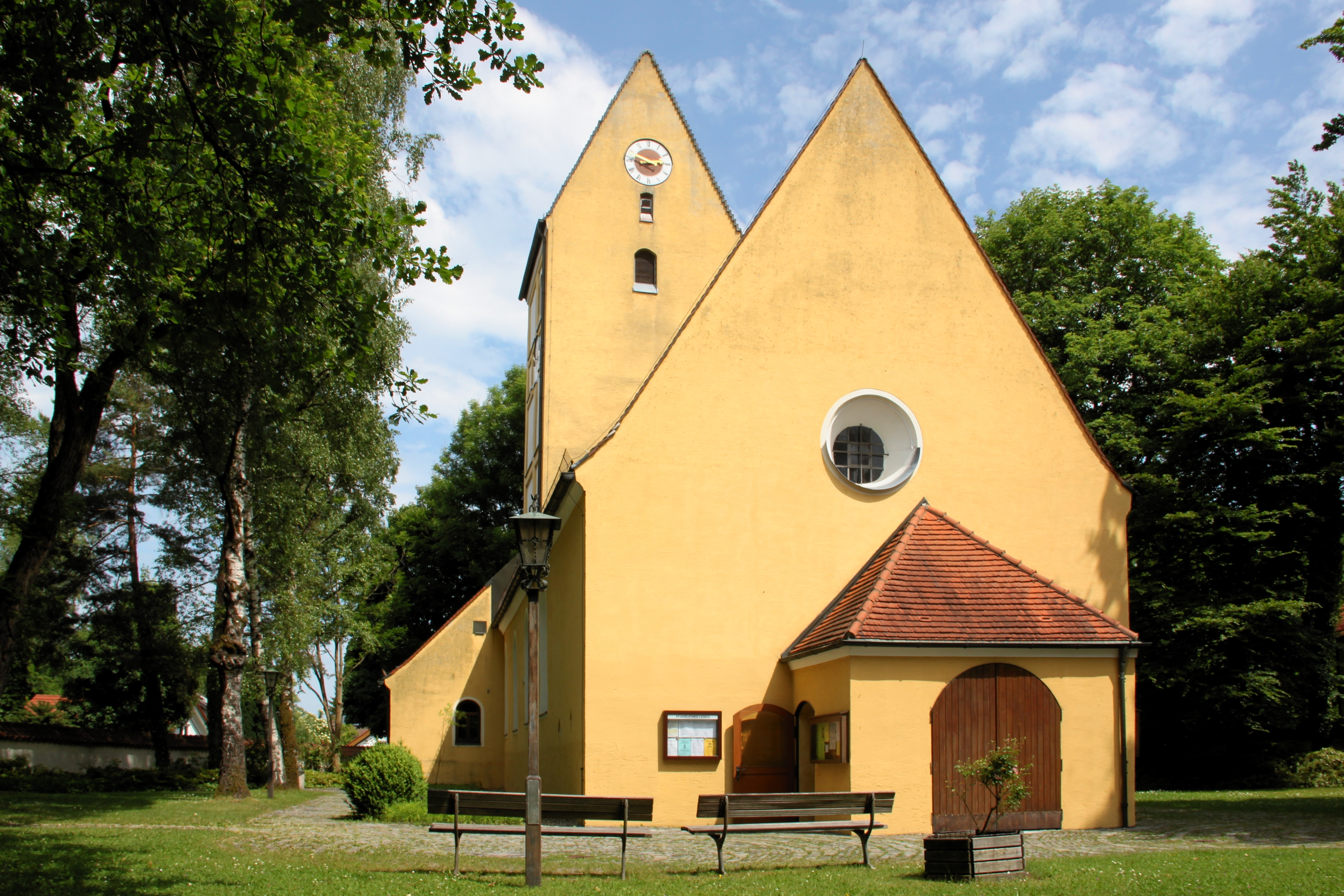
Kath. St. Korbinian
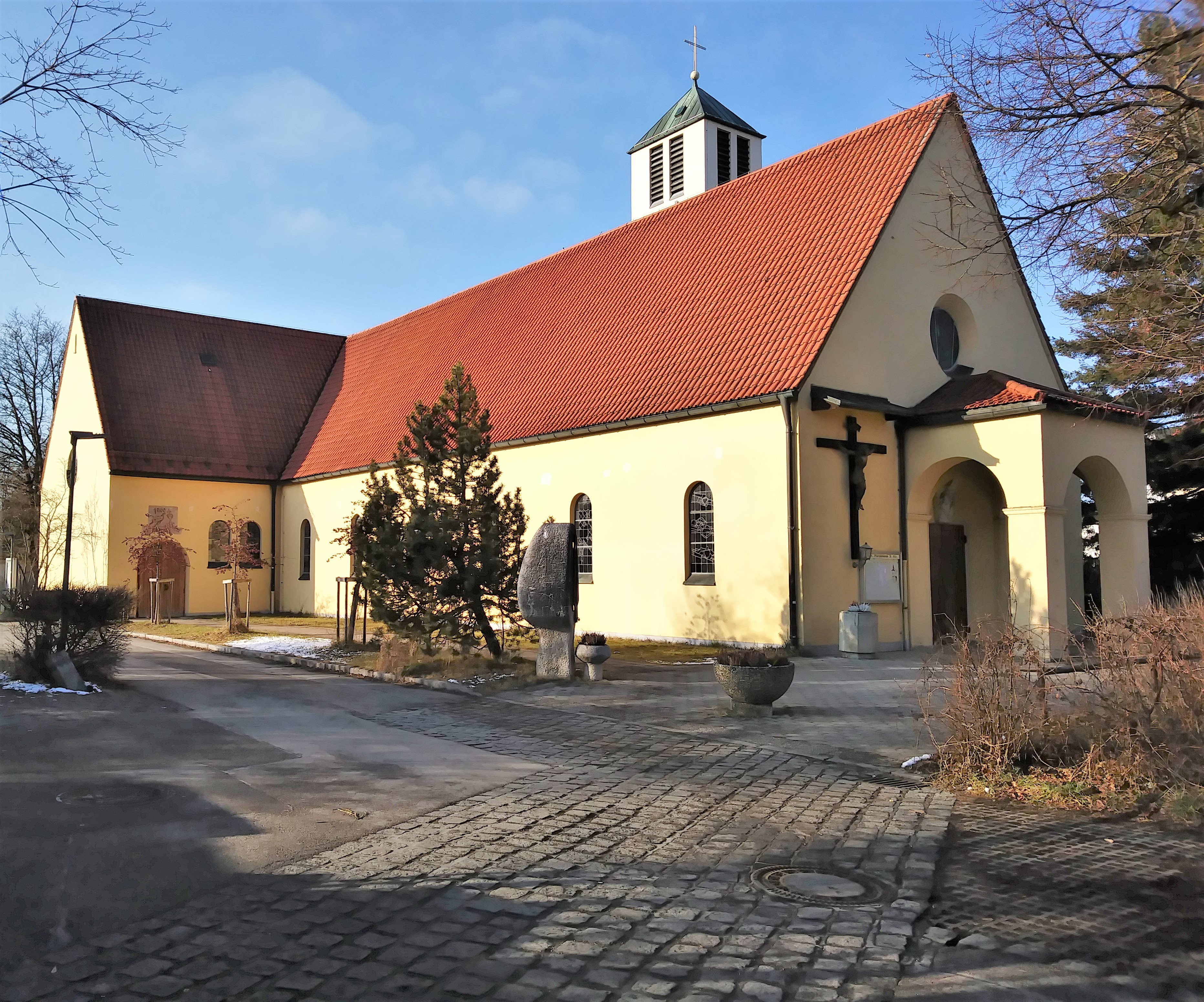
Kath. St. Alto
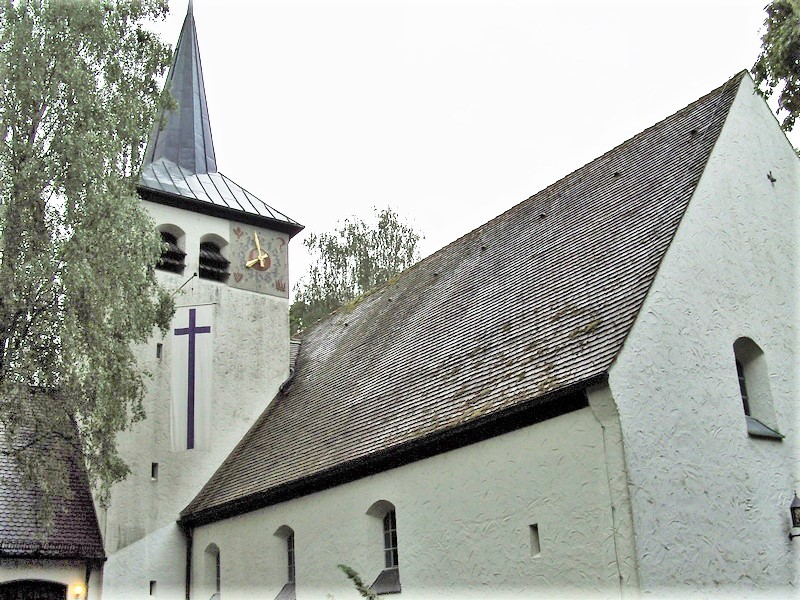
Ev.-Luth. Heilandskirche

### Sport

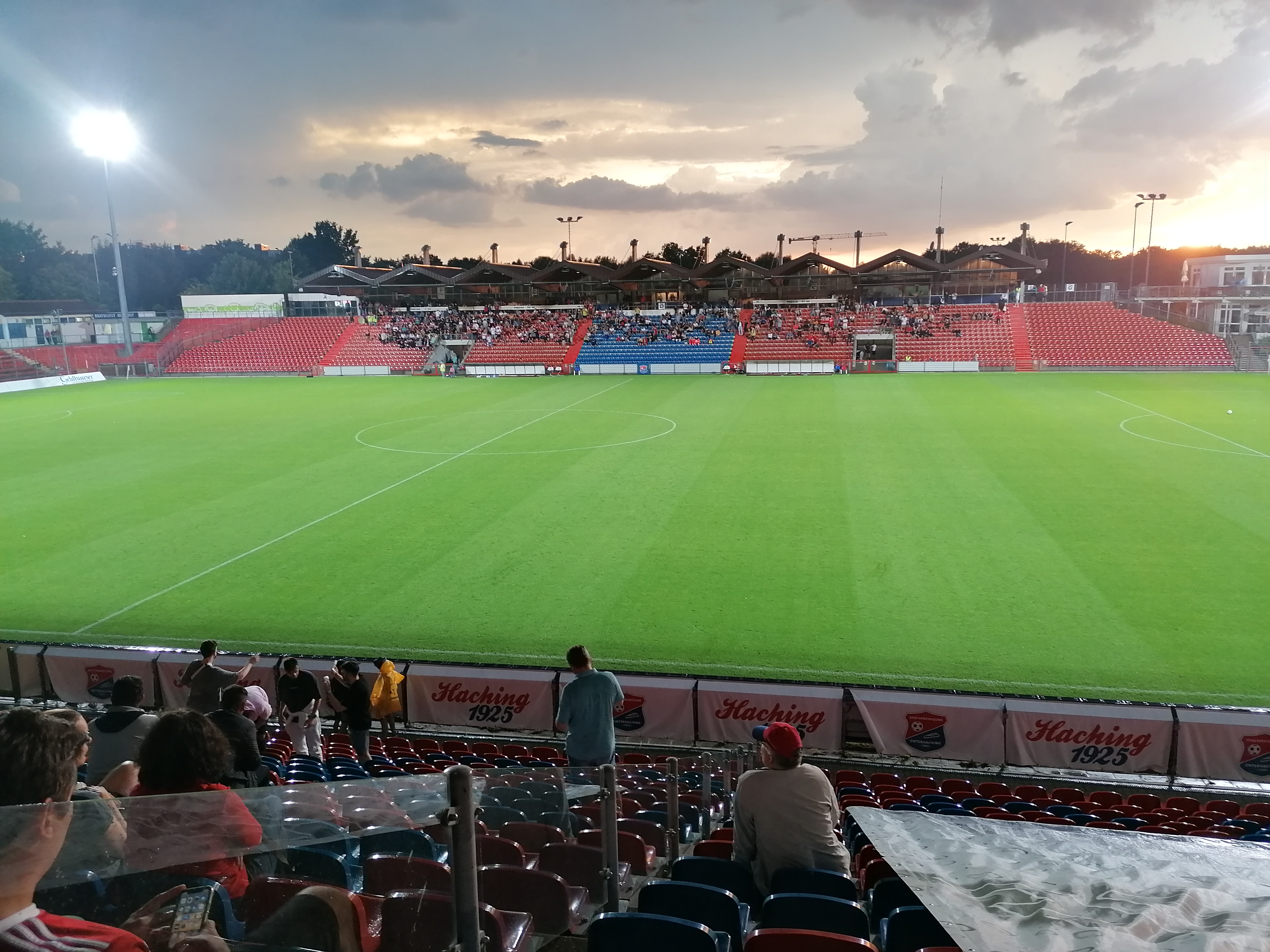
Blick auf die Westtribüne des Sportparks Unterhaching

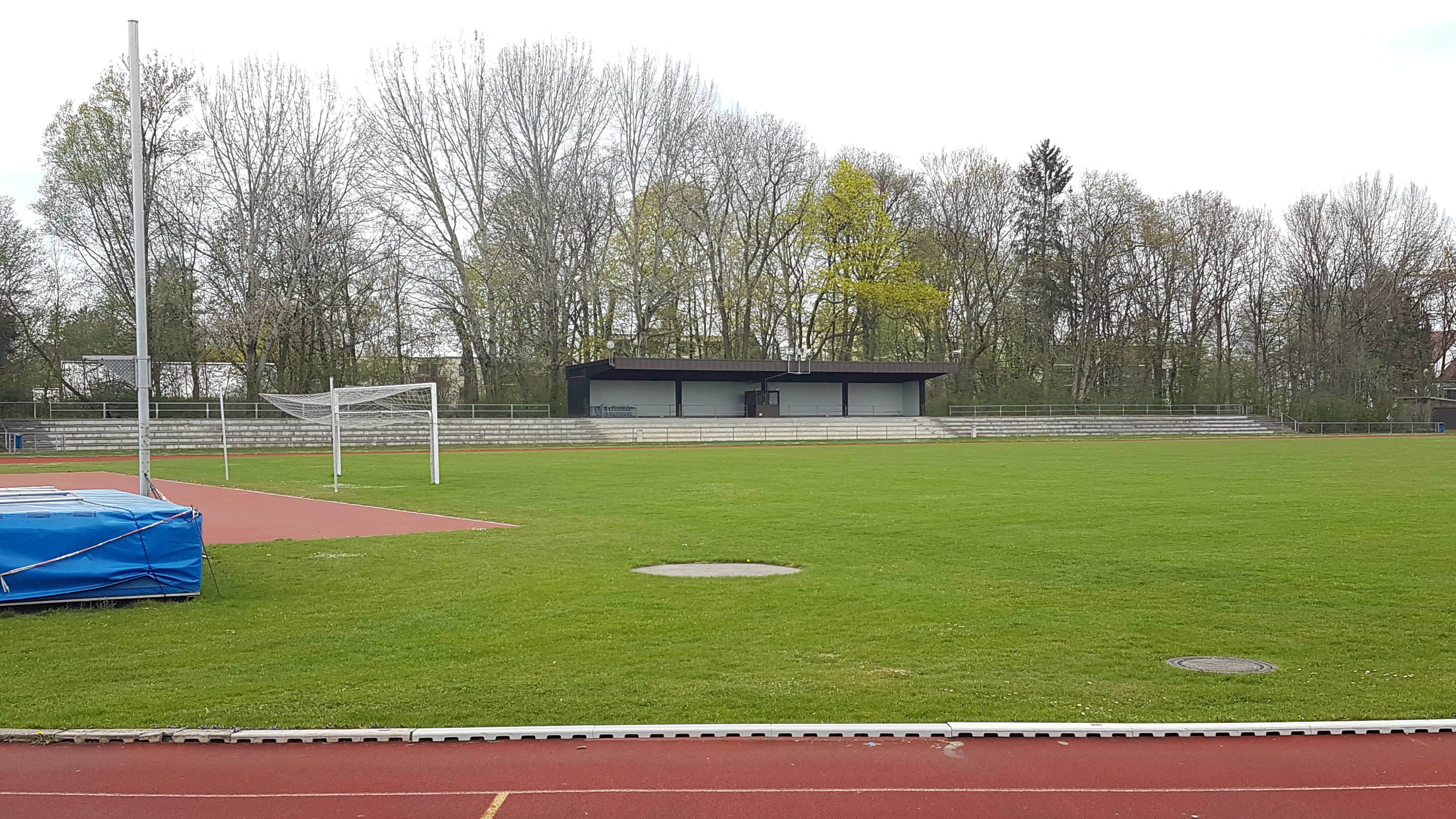
Blick auf die Haupttribüne des Stadions an der Grünau

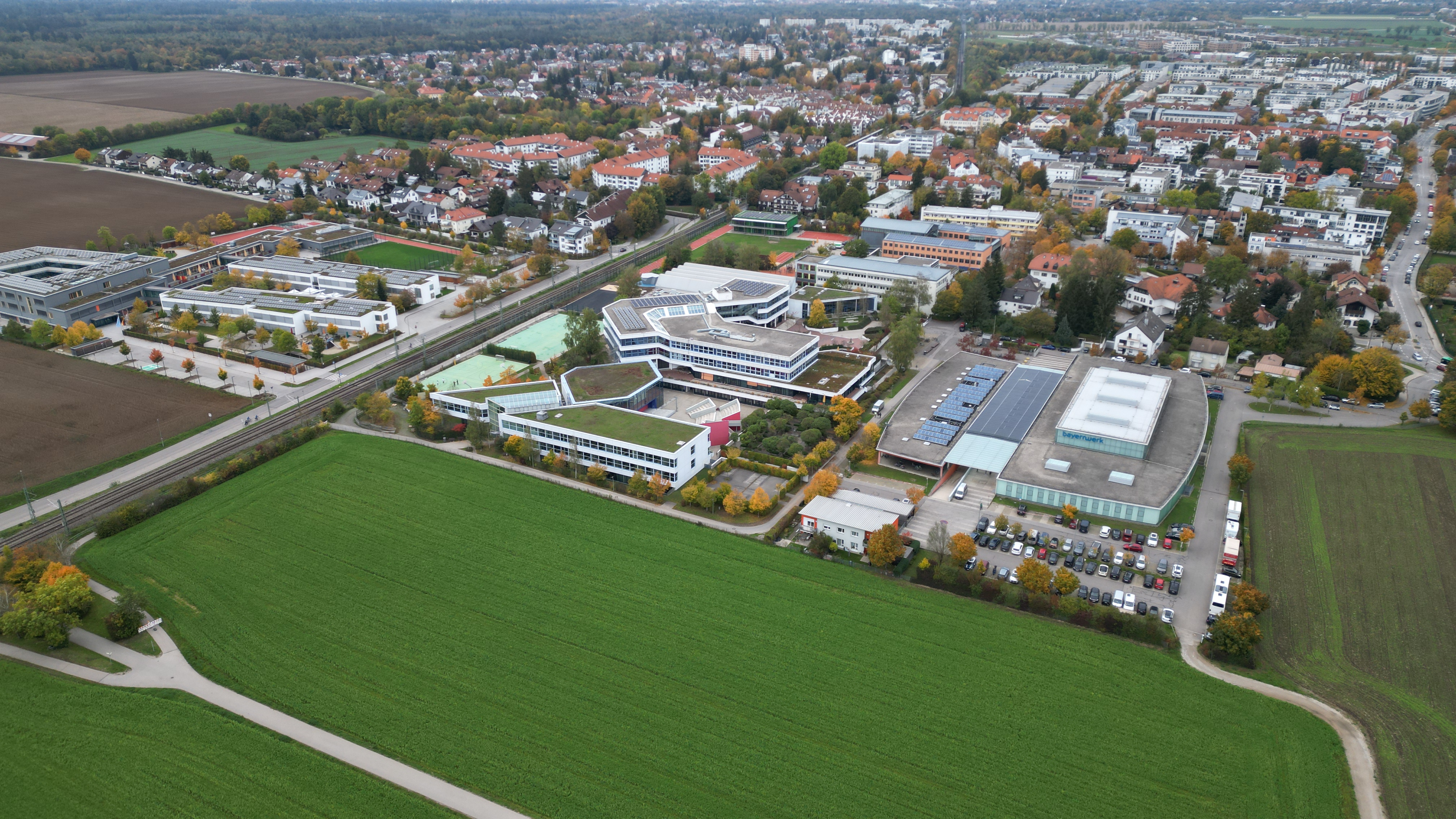
Luftbild der Bayernwerk Sportarena (rechts)

Johann Schmelz und zehn weitere Personen gründeten 1910 in Taufkirchen einen Turnverein, der sich den Idealen von Friedrich Jahn verpflichtet sah. Der Verein bekam den Namen Turnverein Hachinger Tal.Seite 367. Die Mitglieder des Vereins kamen aus Taufkirchen, Unterhaching und weiteren Orten im Hachinger Tal.
Nach der Unterbrechung im Ersten Weltkrieg gab es neuen Aufschwung mit der Fahnenweihe vom 24. Juli 1921. Im Jahr 1922 wurde der Sitz des Vereines nach Unterhaching verlegt. Die Turnstunden wurden im damaligen Schulhaus abgehalten. Ab 1924 wurde auch Fußball gespielt, aber im Jahr 1925 wurde die Mannschaft als Spielvereinigung Unterhaching (SpVgg Unterhaching) ausgegründet. Im Jahr 1924 wurde von der Gemeinde ein ehemaliger Schafstall angekauft und an den Turnverein verpachtet. Daraus entwickelte sich mit viel Eigenarbeit die sogenannte Turnhalle (heute: Kindergarten St. Korbinian). Sie sah als damals einzige Halle in Unterhaching nicht nur sportliche Höhepunkte, sondern auch viele Veranstaltungen und Feste anderer Vereine.
Im Zweiten Weltkrieg kam ab 1939 das Vereinsleben zum Stillstand.Seite 368. In die Halle wurden Zwangsarbeiter und Kriegsgefangene einquartiert; bis 1947 blieb das Gebäude beschlagnahmt. Im Jahr 1946 wurde der vormalige Turnverein als „Turn- und Sportverein Unterhaching“ (TSV Unterhaching) wiedergegründet. Besonders erfolgreich waren die Herren der Volleyball-Abteilung des TSV Unterhaching, die mehrere Jahre in der Volleyball-Bundesliga spielten, zweimal Vizemeister wurden und viermal den Deutschen Volleyball-Pokal gewonnen haben. Als Heimspielstätte nutzt der Klub die Bayernwerk Sportarena.
Bekannt wurde Unterhaching deutschlandweit auch durch die Fußballmannschaft der SpVgg Unterhaching, die in der Saison 1999/2000 sowie 2000/2001 in der Ersten Bundesliga spielte und 2001 den DFB-Hallenpokal gewann. Nachdem der Verein zwischenzeitlich bis in die vierthöchste Spielklasse abgestiegen war, spielt er in der Saison 2023/24 wieder in der 3. Liga. Die SpVgg Unterhaching hat auch eine erfolgreiche Bobsport-Abteilung, für die der vielfache Welt- und Europameister und Olympiasieger Christoph Langen startete.
Seit 1992 gibt es mit Fortuna Unterhaching einen zweiten Fußballverein, der mit verschiedenen Jugendmannschaften im Jungen- und Mädchenfußball aktiv und im Erwachsenenbereich bis dato sportlich jedoch nicht über die Kreisliga hinausgekommen ist. Der Klub nutzt als Heimspielstätte das Stadion an der Grünau, das die SpVgg Unterhaching als Heimspielstätte der ersten Mannschaft 1992 verlassen hat und seither im Sportpark Unterhaching beheimatet ist.

## Wirtschaft und Infrastruktur
Unterhaching konnte zum Ende 2009 2136 gewerbliche niedergelassene Firmen im Gemeindegebiet ausweisen. Sieben land- und forstwirtschaftliche Betriebe bearbeiteten zusammen rund 350 ha an Flächen.
Unterhaching ist Standort des Senf- und Feinkostherstellers Develey Senf & Feinkost GmbH, außerdem Sitz der deutschen Verwaltung des Kaugummiherstellers Wrigley (Mars Deutschland) und der Zentrale des Sportartikelanbieters Sportscheck. Das Unternehmen Phicomm (asiatischer Hersteller, ansässig in Unterhaching seit August 2012) hat angekündigt, seine Europazentrale mit ungefähr 1000 Beschäftigten in Unterhaching zu bauen.
Über diese großen, sehr bekannten Firmen hinweg gibt es eine große Anzahl an kleinen Firmen (mit jeweils wenigen Beschäftigten). Auch mittlere Firmen (wie die InterFace AG) sind in der Gemeinde vertreten.
Die kommunalen Steuersätze der Gemeinde liegen weit unter Landes- und Landkreisdurchschnitt. Der Hebesatz der Gewerbesteuer liegt derzeit bei 295 Punkten; der Hebesatz der Grundsteuer bei 280 Punkten.
Die Erträge der Grund- und Gewerbesteuer (20.553 T€ - 48,6 %) sind in etwa gleich hoch als die Einkommensteuerumlage (18.350 T€ - 43,39 %) der Gemeinde. Im Gegensatz dazu der Landkreis München, in dem die Gewerbesteuer zusammen mit der Grundsteuer 63,1 % und die Einkommensteuer 34,2 % erreichen.

## Geothermie-Standort
Die Gemeinde Unterhaching verfügt als eine der wenigen deutschen Gemeinden über eine geothermische Strom- und Wärmeerzeugungsanlage. Diese kann aus ca. 38 MWth geothermischer Energie bis zu 4,1 MWel (durchschnittlich 3,36 MWel) elektrische Energie erzeugen. Die verbleibende Wärmeenergie wird über ein Fernwärmenetz vertrieben, dessen Ziel-Anschlussleistung bei 70 MWth thermischer Energie für Gewerbebetriebe, öffentliche Gebäude und Haushalte liegt. Die erfolgreiche Umsetzung des Geothermieprojekts Unterhaching konnte für die Gemeinde Unterhaching über die eigens gegründete Projektgesellschaft „Geothermie Unterhaching GmbH & Co KG“ mit Unterstützung des Prüfungs- und Beratungsunternehmens Rödl & Partner erreicht werden.
Nach den jeweils etwa sechs Monate dauernden Bohrarbeiten konnte die erste Bohrung im Herbst 2004 und die zweite Bohrung im Winter 2007 erfolgreich abgeschlossen werden. Den ökologischen und ökonomischen Erfolg des Projekts garantierte das Auffinden von 122 °C bzw. 133 °C heißem Tiefenwasser bei einer Schüttung von 150 l/s in Tiefen von bis zu 3580 Metern.
Seit 4. Oktober 2007 ist die Anlage in Betrieb und liefert Wärmeenergie aus Geothermie. Im Dezember 2007 berichtete die Geothermie Unterhaching GmbH & Co. KG von 2500 angeschlossenen Haushalten mit einer Anschlussleistung von 28 MWth bei einer Leitungslänge von mehr als 20 Kilometern. Im Winter 2008/2009 wurde auch mit der Produktion von elektrischem Strom begonnen, offiziell eröffnet wurde das geothermische Stromkraftwerk im Sommer 2009. Es ist beabsichtigt, ca. 60 Prozent aller Energieverbraucher in Unterhaching vom Anschluss an die geothermische Energienutzung zu überzeugen, dazu wird das Verteilnetz weiter ausgebaut. Dieses System mit seinem Gesamtkostenaufwand von 80 Millionen Euro soll sich nach 15 Jahren amortisiert haben.

## Bildung

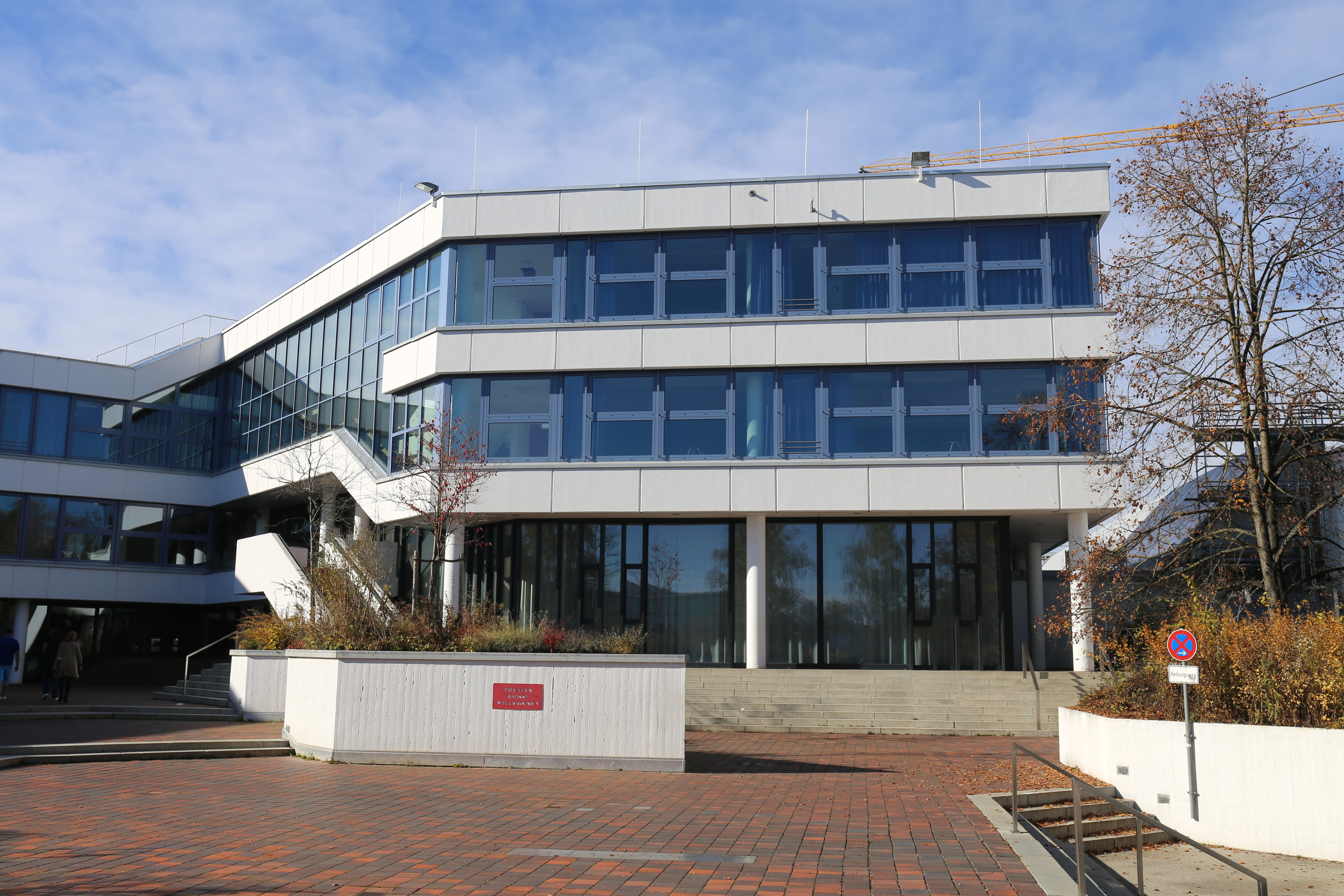
Lise-Meitner-Gymnasium

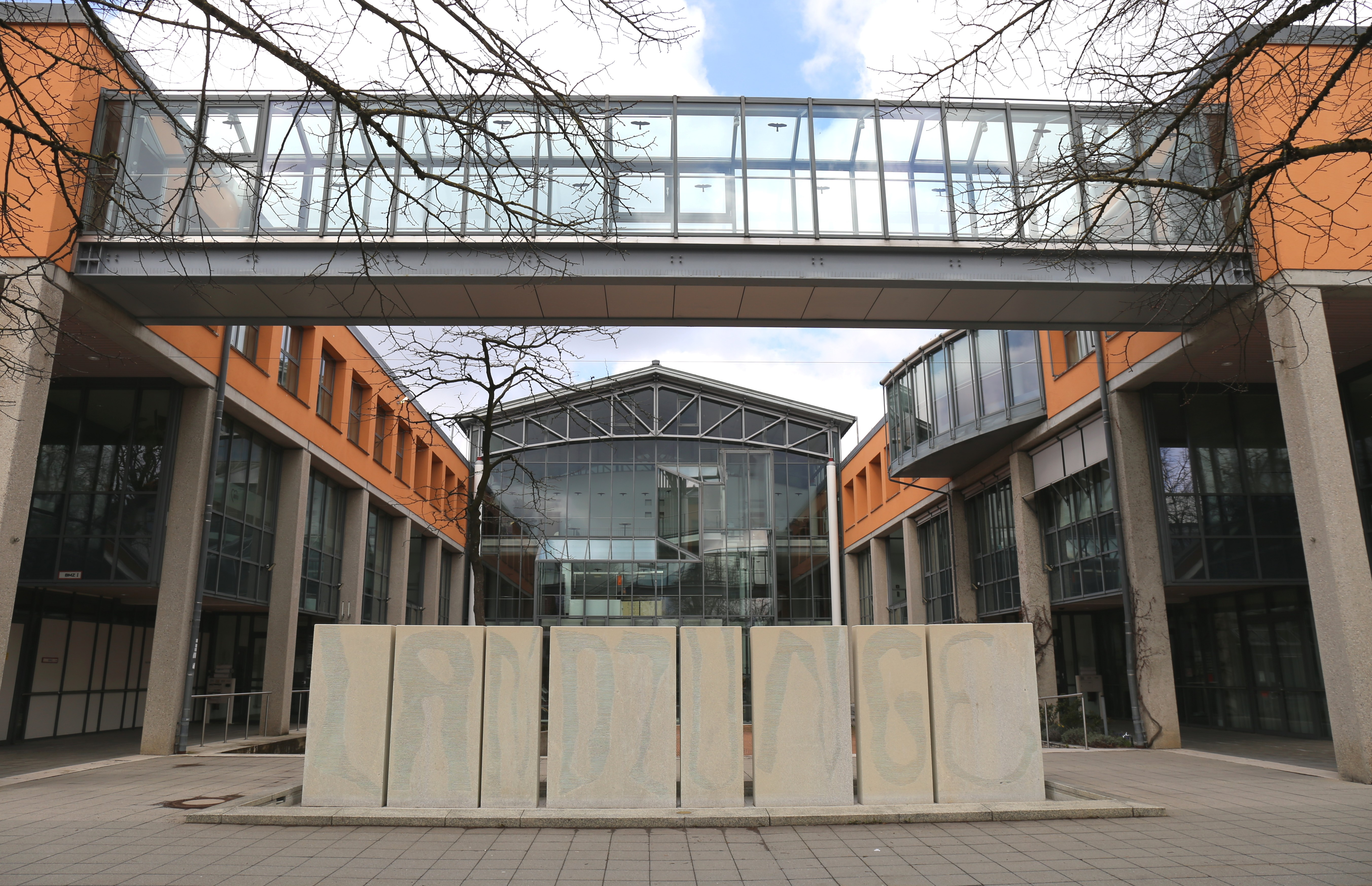
Kultur- und Bildungszentrum

In Unterhaching gibt es zehn Kindergärten in privater und kirchlicher Trägerschaft.
Im Ort gibt es folgende allgemeinbildende Schulen:
- Hachinger Tal Schule (Förderzentrum)
- Thea Diem Schule (früher: Erwin-Lesch-Schule benannt nach Erwin Lesch) (Förderzentrum)
- Lise-Meitner-Gymnasium Unterhaching (Naturwissenschaftlich-technologisches und sprachliches Gymnasium)
- Grund- und Mittelschule am Sportpark
- Grundschule an der Jahnstraße

Die nächste Realschule befindet sich im benachbarten Taufkirchen. Die Gemeinde Unterhaching ist über einen Zweckverband an der Finanzierung beteiligt.
Für die Erwachsenen- und Weiterbildung existiert eine Volkshochschule in Unterhaching.
Die Musikschule Unterhaching war die erste öffentliche Einrichtung ihrer Art in Deutschland, der eine Zertifizierung nach QSM gelang.
Um die vielfältige Vorgeschichte in der heutigen Gemeinde Unterhaching zeigen zu können, stellt das Heimatmuseum ergrabene Exponate und Tafeln den Besuchern zur Verfügung.
In Unterhaching befindet sich das pädagogische Kinder- und Jugendhilfe-Zentrum von kids to life.
Die Gemeinde betreibt ein Kultur- und Bildungszentrum (Kubiz) im Ortskern. Dort finden vielfältige Veranstaltungen statt, mehrere Institutionen belegen Räume. Es sind von kleinen Gruppenräumen bis zu einem großen Theatersaal verschiedene Raumtypen vorhanden. Im zweiten Stock (Zugang Volkshochschule) gibt es den Bücherschrank Unterhaching.

## Verkehr
Unterhaching befindet sich an der Bahnstrecke München Ost–Deisenhofen, die im 20-Minuten-Takt durch die Münchner S-Bahnlinie S3 von Mammendorf nach Holzkirchen bedient wird. In der Hauptverkehrszeit besteht ein 10-Minuten-Takt. In Unterhaching existieren die zweigleisigen Haltepunkte Unterhaching und Fasanenpark. Das Empfangsgebäude des Haltepunkts Unterhaching wird von der Deutschen Bahn nicht mehr genutzt. Mit der S-Bahn kann das Stadtzentrum der Landeshauptstadt München in 15 Minuten erreicht werden.

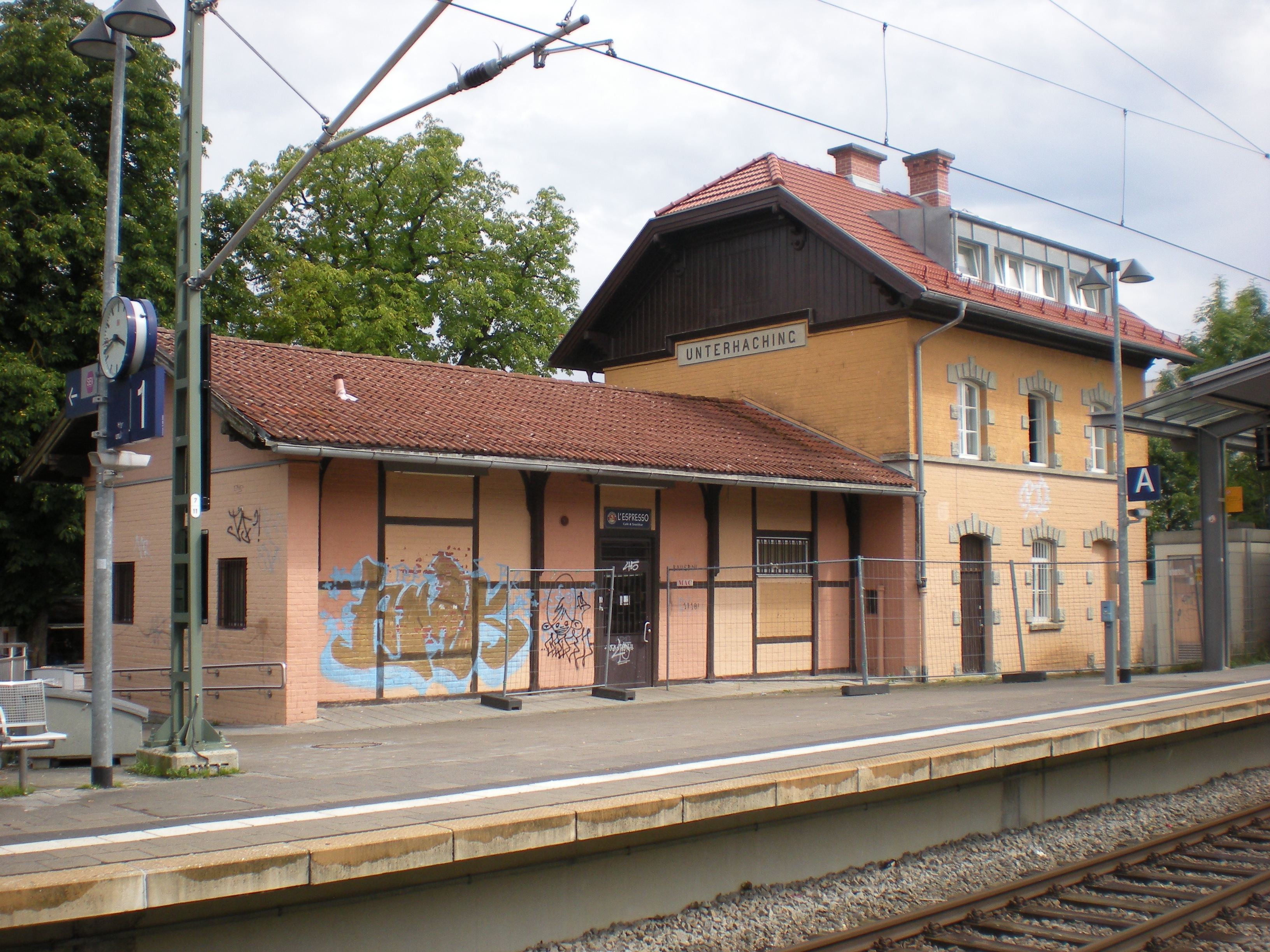
Empfangsgebäude des Bahnhofs Unterhaching. Heute Haltepunkt
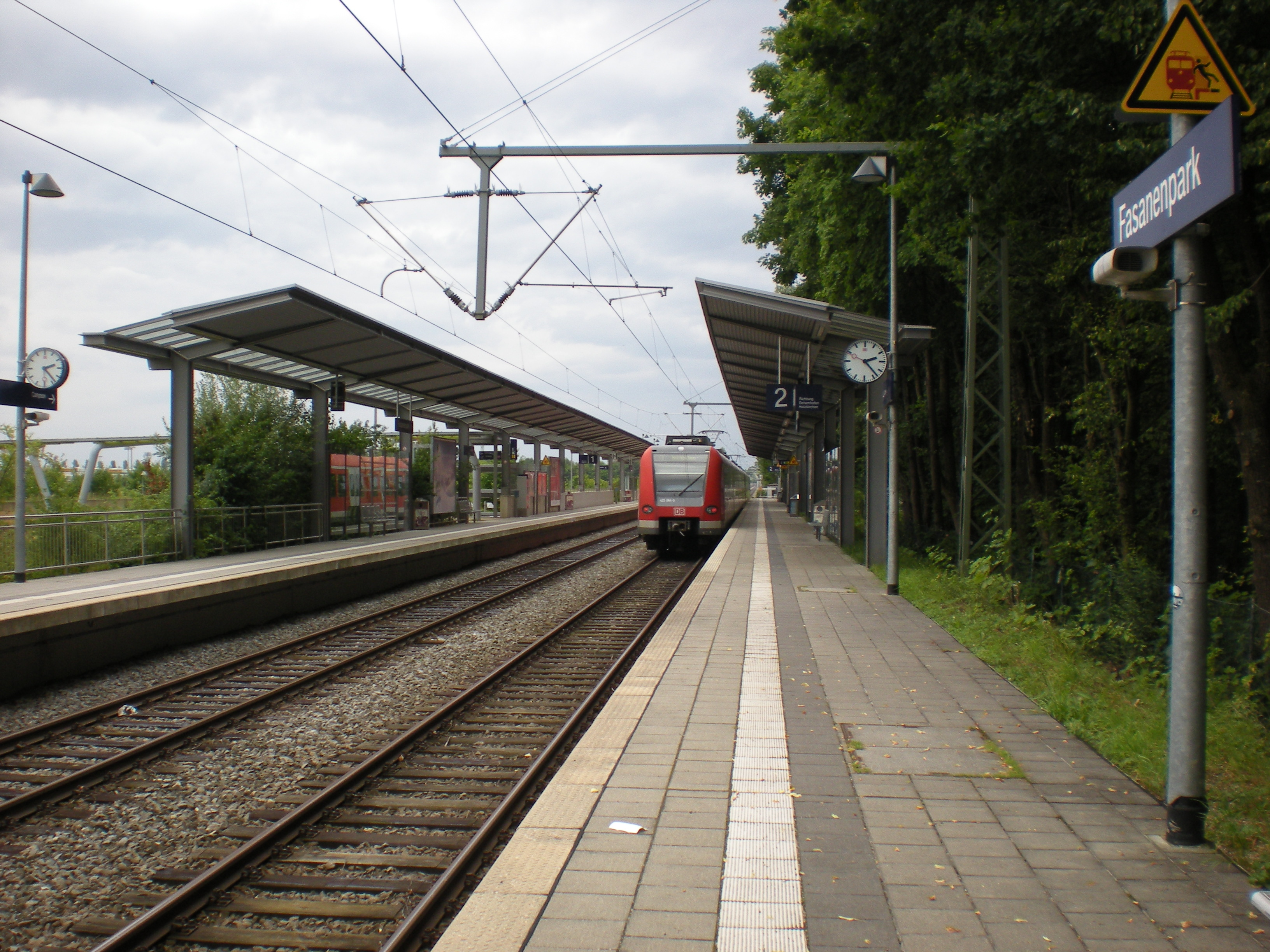
Haltepunkt Fasanenpark

| Linie | Linienverlauf |
| ----- | --- |
| S3    | Mammendorf – Malching – Maisach – Gernlinden – Esting – Olching – Gröbenzell – Lochhausen – Langwied – Pasing – Laim – Hirschgarten – Donnersbergerbrücke – Hackerbrücke – Hauptbahnhof – Karlsplatz (Stachus) – Marienplatz – Isartor – Rosenheimer Platz – Ostbahnhof – St.-Martin-Straße – Giesing – Fasangarten – Fasanenpark – Unterhaching – Taufkirchen – Furth – Deisenhofen – Sauerlach – Otterfing – Holzkirchen |

### Bus
Unterhaching wird durch vier Regionalbuslinien des MVV erschlossen.
| Linie | Linienverlauf                                                                                     | Verkehrsunternehmen |
| ----- | ------------------------------------------------------------------------------------------------- | ------------------- |
| 217   | Neuperlach Süd (U S) - Unterbiberg - Unterhaching (S)                                             | Demmelmair          |
| 220   | Winning - Unterhaching (S) - Sankt-Quirin-Platz (U) - Giesing (U S)                               | Ettenhuber          |
| 221   | Unterhaching (S) - Ottobrunn (S) - München, Waldheimplatz                                         | Ettenhuber          |
| 224   | Unterhaching, Schule - Unterhaching (S) - Taufkirchen - Deisenhofen (S) - Oberhaching, Kugler Alm | Geldhauser          |

### Straßenverkehr
Unterhaching ist außerordentlich gut an das deutsche Fernstraßennetz angebunden. Die Anschlussstellen der A 8 und der A 995 befinden sich unmittelbar an den Gemeindegrenzen.

## Ehrenamt

### Freiwillige Feuerwehr Unterhaching
Am 16. Mai 1870 wurde in Unterhaching die Freiwillige Feuerwehr gegründet. Ihr stehen 15 Einsatzfahrzeuge und acht Abrollbehälter zur Verfügung (Stand 9. September 2017). Neben dem abwehrenden Brandschutz und der technischen Hilfeleistung betreibt die Feuerwehr Unterhaching seit dem 1. Juli 2008 einen First-Responder-Dienst mit zwei Fahrzeugen. 1971 wurde in der Feuerwehr ein Spielmannszug gegründet.

### BRK-Bereitschaft Unterhaching
Im Oktober 1971 wurde der Unterhachinger Sanitätszug gegründet. Dieser wurde später zu einer Bereitschaft des Bayerischen Roten Kreuzes (BRK) im Kreisverband München.
Die Unterhachinger Bereitschaftsmitglieder engagieren sich ehrenamtlich bei Sanitätsdiensten in der Gemeinde (z. B. bei Spielen der SpVgg Unterhaching), auf größeren Veranstaltungen in München und im Rettungsdienst.
Dem BRK-Unterhaching steht ein Mehrzweckfahrzeug (MZF) und ein Sanitätscontainer zur Verfügung.
Außerdem befindet sich in Unterhaching eine Rettungswache mit einem Rettungswagen-Fahrzeug (RTW).

### BRK-Wasserwacht Unterhaching
Seit 1966 gibt es im Freibad Unterhaching eine BRK-Wasserwacht-Station. Neben Schwimm- und Rettungsschwimm-Ausbildungen engagieren sich ca. 170 Mitglieder im Bereich der Wasserrettung und der medizinischen Versorgung von Badegästen.

## Persönlichkeiten
- Hans-Günter Naumann (1935–2010): Volkswirt und Politiker (SPD), Mitglied des Landtags, lebte in Unterhaching.[32]